# ヤン・クレメンス・ブラニツキ

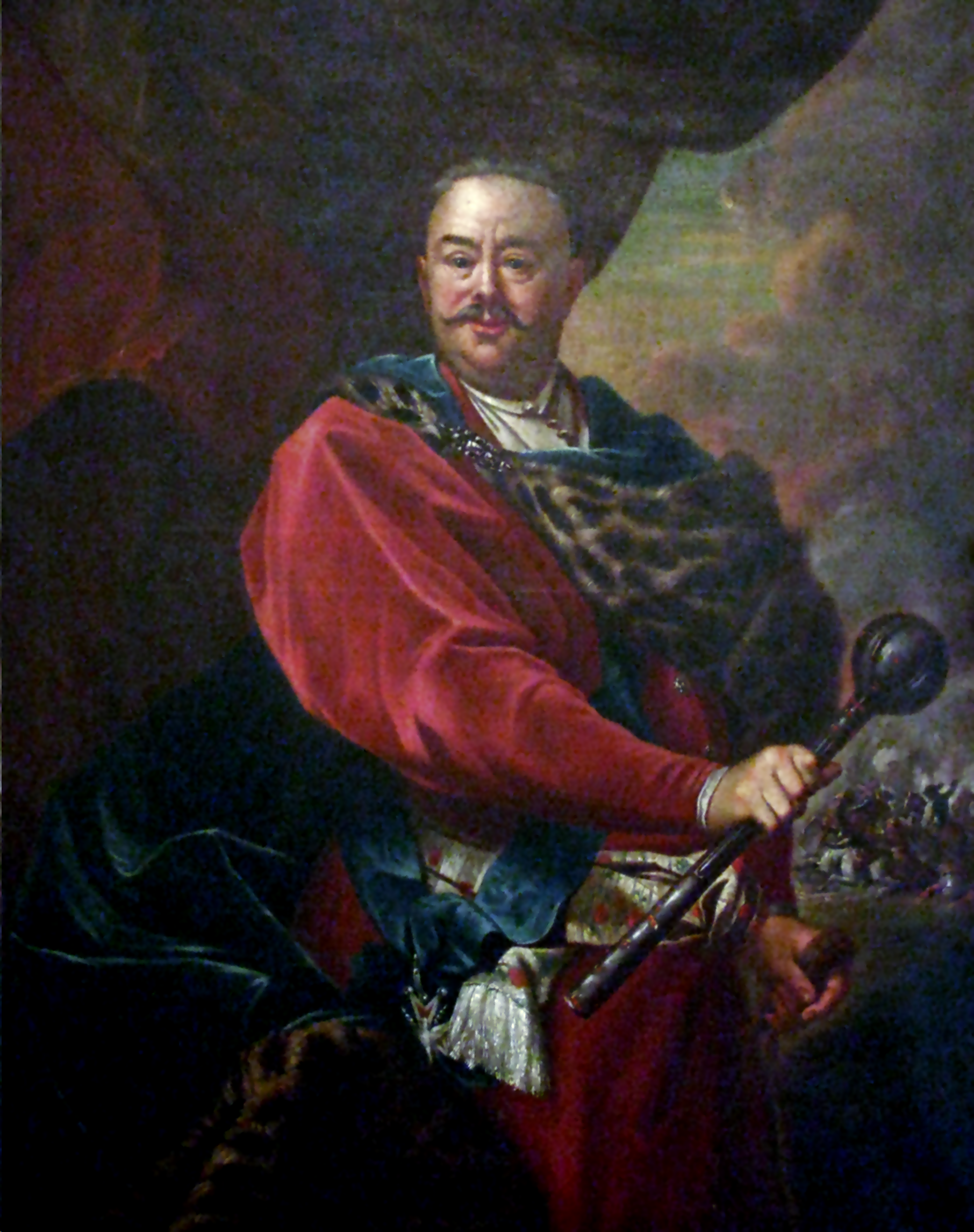
ヤン・クレメンス・ブラニツキ伯爵

ヤン・クレメンス・ブラニツキ（ポーランド語: Jan Klemens Branicki,1689年9月21日 - 1771年10月9日）は、ポーランド・リトアニア共和国のマグナート、軍司令官（ヘトマン）、帝国伯爵。1735年から1752年まで王冠領野戦ヘトマン、1752年から終身で王冠領大ヘトマンと、長きにわたって要職を占めた。

## 生涯
ポドラシェ県知事を務めたステファン・ミコワイ・ブラニツキの息子に生まれ、生涯に3回の結婚をした。最初は1720年にビャワでリトアニア大法官カロル・スタニスワフ・ラジヴィウ公の娘カタジナ・バルバラと結婚したが10年後に死別、2度目の結婚も離別に終わり、1748年にスタニスワフ・ポニャトフスキ伯爵の娘イザベラと3度目の結婚をした。
1723年にリトアニア副酒膳官、1724年に王冠領大旗手、1726年に歩兵連隊長、1728年に砲兵隊司令官、1735年より王冠領野戦ヘトマン、1746年よりクラクフ県知事、1752年より国王に次ぐ共和国の最高軍司令官である王冠領大ヘトマンを、1762年よりクラクフ城代をそれぞれ務めた。彼はブラニスク、ビェルスコ＝ビャワ、モシュイスク、ヤヌフ・ルベルスキ、ボフスワフ、ズウォトリャ、クロシノ、イェズィエジスクの代官でもあった。
彼は18世紀のポーランドで最も有力かつ影響力のあるマグナートの一人で、マグナート派閥の領袖となり、「ファミリア」に対抗するラジヴィウ家、ポトツキ家と協力関係を築いた。ブラニツキは1763年から1764年にかけて行われた国王自由選挙に立候補したが、妻イザベラの実弟スタニスワフ・アウグスト・ポニャトフスキに敗れた。国王政府の改革姿勢に反発した彼は、ラドム連盟およびバール連盟の組織に協力した。またブラニツキはビャウィストクの領主として同市に繁栄をもたらし、1745年にはビャウィストクに軍学校および技術学校、劇場を創設している。

## 叙勲
- 白鷲勲章（英語版）…1726年